# Electroteremín
El electroteremín (actualmente rebautizado tanerín) es un instrumento electrónico que imitaba el timbre del teremín.

## Historia
A fines de los años cincuenta, el trombonista Paul Tanner y el inventor amateur Bob Whitsell produjeron el electroteremín para imitar el timbre del teremín pero con un mecanismo de control más sencillo de usar. 
Tenía una vara para producir las alturas (como la vara del trombón, que era el instrumento principal de Tanner) y una perilla para ajustar el volumen. 
Esto contrastaba con el movimiento de las manos en el espacio, que es el aspecto más característico del teremín. 
El electro-teremín producía un timbre ligeramente menos complejo que el original, debido a que todos los sonidos se creaban con un oscilador que generaba una onda sinusoidal, mientras que el teremín mezclaba dos osciladores heterodinos. 
Pocas personas, sin embargo, pueden detectar alguna diferencia en el timbre.

## Utilización
Tanner tocó su instrumento en varias bandas de sonido para cine y televisión, y en un LP llamado Music from Outer Space (música del espacio exterior). También tocó en tres temas de The Beach Boys: "Good Vibrations", "I Just Wasn't Made for These Times", y "Wild Honey".
El prototipo de Tanner fue el único que se construyó. Tanner lo vendió en los años sesenta porque creyó que los nuevos sintetizadores lo habían vuelto obsoleto. 
En 1999, Tom Polk reconstruyó una versión del electro-theremín. 
Lo llamó Tannerín, nombre que el músico Peter Pringle sugirió.
En 2004, Mike Beauchamp comenzó a construir electroteremines con el nombre de Therevox.